# 2007 au Royaume-Uni
Cet article présente les faits marquants de l'année 2007 au Royaume-Uni.

## Évènements
- 1er février : le parti travailliste aurait détourné des fonds au profit de Tony Blair[réf. nécessaire].
- 4 février : Un nouveau foyer de grippe aviaire est détecté à l'est de Londres, le ministre français de l'Agriculture saisit l'Agence française de sécurité sanitaire.
- 6 février : le tabloïd britannique The Sun dévoile une vidéo révélant une bavure américaine en 2003, en Irak.
- 21 février : le Premier ministre, Tony Blair présente à la Chambre des communes la première phase de son calendrier de retrait des troupes britanniques en Irak.
- 5 avril : le ministère de la Défense autorise les 15 marins à vendre le récit de leur captivité aux journaux, radios et télévisions.
- 3 mai : Alex Salmond mène le Parti national écossais à sa première victoire électorale aux Élections législatives écossaises de 2007, battant le Parti travailliste écossais sortant dirigé par le Premier ministre d'Écosse, Jack McConnell. Salmond cherche alors à former un nouveau gouvernement écossais.
- 10 mai : Tony Blair annonce son intention de démissionner de son poste de Premier ministre du Royaume-Uni le 27 juin 2007 au Trimdon Labour Club.
- 16 mai : Alex Salmond est élu Premier ministre d'Écosse par le Parlement écossais et forme un gouvernement minoritaire SNP.
- 27 juin : départ de Tony Blair du 10 Downing Street, Gordon Brown devient le Premier ministre du Royaume-Uni.
- 28 juin : présentation du gouvernement du nouveau Premier ministre, Gordon Brown. Alistair Darling devient le nouveau chancelier de l'Échiquier (ministre des Finances et de l'Économie). Tony Blair est nommé émissaire du Quartet pour le Proche-Orient.
- 29 juin : deux voitures piégées sont découvertes et neutralisées par la police dans le centre de Londres. Les services antiterroristes évoquent la piste d'un groupe islamiste dirigé par un britannique d'origine indienne, Dhiren Barrot, déjà arrêté en 2004.
- 30 juin : attentat manqué contre l'aéroport de Glasgow à l'aide d'une Jeep Cherokee qui tente de forcer, comme un bélier, la porte principale de l'aéroport et provoque finalement un incendie spectaculaire.

### Irlande du Nord
- 7 mars : les élections provinciales sont remportées par le Parti unioniste démocrate protestant, de Ian Paisley et le Sinn Féin, républicain catholique de Gerry Adams.
- 26 mars : le Parti unioniste démocrate protestant, de Ian Paisley et le Sinn Féin, républicain catholique de Gerry Adams signent un accord de gouvernement. Le numéro deux du Sinn Fein, Martin McGuinness devient premier ministre adjoint. Cet accord fait partie du processus engagé depuis 1998 après l'accord de paix du Vendredi saint signé à Belfast. Des terrains d'entente ont été trouvés sur la plupart des dossiers : éducation, développement économique et politique de la santé.